# Cantón de Chevagnes
El cantón de Chevagnes era una división administrativa francesa que estaba situada en el departamento de Allier y la región de Auvernia.

## Composición
El cantón estaba formado por diez comunas:
- Beaulon
- Chevagnes
- Chézy
- Gannay-sur-Loire
- Garnat-sur-Engièvre
- La Chapelle-aux-Chasses
- Lusigny
- Paray-le-Frésil
- Saint-Martin-des-Lais
- Thiel-sur-Acolin

## Supresión del cantón de Chevagnes
En aplicación del Decreto n.º 2014-265, de 27 de febrero de 2014, el cantón de Chevagnes fue suprimido el 22 de marzo de 2015 y sus 10 comunas pasaron a formar parte del nuevo cantón de Dompierre-sur-Besbre.